# Vắc-xin viêm gan A và B
Twinrix là vắc-xin chống viêm gan A và viêm gan B, được sản xuất bởi GlaxoSmithKline. Tên chung đầy đủ là vắc-xin viêm gan A (bất hoạt) và viêm gan B (rDNA) (HAB) (hấp phụ). Twinrix được dùng thông qua ba liều.
Tên này được tạo ra bởi vì nó là hỗn hợp của hai loại vắc-xin trước đó - Havrix, một loại vắc-xin Viêm gan siêu vi bất hoạt và Engerix-B, vắc-xin Viêm gan B tái tổ hợp. Twinrix, Havrix và Engerix-B là các nhãn hiệu đã đăng ký của GlaxoSmithKline. Twinrix lần đầu tiên gia nhập thị trường vào đầu năm 1997.
Ở một số quốc gia ngoài Hoa Kỳ, đặc biệt là Canada và Châu Âu, Twinrix được biết đến với tên Twinrix Adult hoặc AmBirix và một công thức dành cho trẻ em, được gọi là Twinrix Jr hoặc Twinrix Ped nhi, có sẵn.

## Lịch trình
Twinrix có thể được tiêm cùng lịch với vắc-xin Viêm gan B đơn trị: ở 0- 1- và 6 tháng. Trong một số trường hợp, có thể sử dụng lịch dùng liều tăng tốc từ 0 đến 7 và 21 đến 30 ngày sau đó dùng liều tăng cường sau 12 tháng và được cho là có hiệu quả tương tự như lịch trình truyền thống.

## Hiệu quả
CDC báo cáo rằng các thử nghiệm lâm sàng đã tìm thấy các mức độ bảo vệ chống lại Hep A và Hep B sau đây một tháng sau mỗi liều:
A: 93,8%, 98,8%, 99,9%
B: 30,8%, 78,2%, 98,5%
GlaxoSmithKline tuyên bố rằng các nghiên cứu của họ cho thấy 70% đối tượng có kháng thể chống lại viêm gan B một tháng chỉ sau liều đầu tiên.